# Isaks Feigins
Isaks Feigins (auch Isak Feigin; * 30. Maijul. / 12. Juni 1915greg. in Daugavpils; † unbekannt) war ein lettischer Fußballspieler.

## Karriere und Leben
Isaks Feigins wurde im Jahr 1915 in Daugavpils in die Familie des Bauern Judel Feigins und seiner Frau Sara (geb. Lewin) geboren. Er besuchte die Gorfinkel-Oberschule in Riga.
Feigins begann seine Fußballkarriere bei Makkabi Riga. Kurz nachdem Hakoah Riga in die Virslīga aufgestiegen war, spielte Feigins ab der Saison 1934 für den Verein. Nach vier Spielzeiten in der höchsten lettischen Spielklasse bei Hakoah wechselte Feigins im Jahr 1938 zurück zum Zweitligisten Makkabi.
Sein Schicksal im Zweiten Weltkrieg ist ungeklärt.

## Weblink
- Lebenslauf bei kazhe.lv (lettisch)

| Personendaten    | Personendaten                        |
| ---------------- | ------------------------------------ |
| NAME             | Feigins, Isaks                       |
| ALTERNATIVNAMEN  | Feigin, Isak                         |
| KURZBESCHREIBUNG | lettischer Fußballspieler            |
| GEBURTSDATUM     | 12. Juni 1915                        |
| GEBURTSORT       | Daugavpils, Gouvernement Witebsk     |
| STERBEDATUM      | 20. Jahrhundert oder 21. Jahrhundert |